# Henri Ey
Henri Ey (ur. 10 sierpnia 1900 w Banyuls-dels-Aspres, zm. 8 listopada 1977 tamże) – francuski lekarz psychiatra i filozof.

## Życiorys
Ey uczył się w Sorège, a następnie studiował medycynę w Tuluzie. Od 1925 roku intern w asiles de la Seine; studia ukończył w Paryżu. Studiował także filozofię na Sorbonie i uczęszczał na wykłady Pierre'a Janeta w Collège de France. W tym czasie poznał m.in. Jacques'a Lacana, Pierre'a Mâle i Juliena Rouarta. W 1931 roku, pracując w klinice chorób psychicznych w szpitalu św. Anny (l'hôpital Saint-Anne), zetknął się z pierwszymi francuskimi psychoanalitykami: Reném Laforguem, Reném Allendym i Éuouardem Pichonem. Razem założyli Paryskie Towarzystwo Psychoanalityczne (Société psychanalytique de Paris). Po wojnie Ey zastąpił Minkowskiego na stanowisku redaktora naczelnego czasopisma L'Évolution psychiatrique. Od 1931 do 1970 roku praktykował jako doktor psychiatrii w szpitalu psychiatrycznym w Bonneval (dziś Centre hospitalier Henri Ey).

## Lista prac
- Hallucinations et Délire, Alcan 1934
  - Reedycja: L'Harmattan; 2000, ISBN 2-7384-7843-3
- Des idées de Jackson à un modèle organo-dynamique en psychiatrie, Doin 1938
  - Reedycje: Privat 1975, L’Harmattan 2000, ISBN 2-7384-5926-9
- H Ey, L. Bonnafé, S. Follin, J. Lacan, J. Rouart: Le Problème de la psychogenèse des névroses et des psychoses. Desclée de Brouwer,1950
  - Reedycje 1977, 2004
- Études psychiatriques : Desclée de Brouwer t.I, 1948, 296p; t.II. 1950, 550p; t. III 1954. ** Reedycja: CREHEY Cercle de Recherche et d'Edition Henri Ey; 2007, ISBN 2-9527859-0-2
- Traité de psychiatrie de l’Encyclopédie Médico-chirurgicale, 3 t. 1955.
- H Ey, Bernard et Brisset: Manuel de psychiatrie. Masson 1960
- L’Inconscient 1 vol. Desclée de Brouwer 1966
  - Reedycja: L'Inconscient : VIe colloque de Bonneval, Ed.: Bibliothèque des Introuvables, 2006, ISBN 2-84575-187-7
- La Conscience, l vol. PUF 439p (1963) et Desclée de Brouwer 1968.
- Conscience W: Encyclopædia universalis, vol.IV, 1969, 922-927.
- La dissolution de la conscience dans le sommeil et le rêve et ses rapports avec la psychopathologie. Esquisse d'une théorie de la relativité généralisée de la désorganisation de l'être conscient et des diverses maladies mentales. l'Evolution psychiatrique 72
- Traité des hallucinations, Masson 1973, 2 tomes., 2004 (Tchou)
  - Reedycje: T.1, Ed.: Bibliothèque des Introuvables, 2006, ISBN 2-84575-185-0, Tome 2, Ed.: Bibliothèque des Introuvables, 2006, ISBN 2-84575-186-9
- La Notion de schizophrénie (séminaire de Thuir), Desclée de Brouwer 1975.
- Schizophrénie: études cliniques et psychopathologiques, Ed.: Empecheurs Penser en Rond, 1996, ISBN 2-908602-82-2
- Psychophysiologie du sommeil et psychiatrie. Masson 1974.
- Défense et illustration de la psychiatrie, Masson 1977.
- Naissance de la médecine. 1 vol. Masson, 1981.
- Le déchiffrement de l'inconscient ; Travaux psychanalytiques. L'Harmattan, 2005, ISBN 2-7475-8008-3
- Neurologie et psychiatrie. Hermann, 1998, ISBN 2-7056-6372-X